# Brøka
Brøka (norwegisch für Kniebundhose) ist eine 6 km lange und bis zu 140 m hohe Insel vor der Küste des ostantarktischen Kemplands. Sie liegt 3 km nördlich der Law Promontory und 1,5 km westlich des Havstein.
Norwegische Kartografen kartierten sie anhand von Luftaufnahmen, die bei der Lars-Christensen-Expedition 1936/37 entstanden. Bei der Benennung fühlten sie sich angesichts der Form der Insel an eine Kniebundhose erinnert. Diese Form wird bestimmt durch eine an der Nordküste der Insel befindliche Bucht.